# Kalijoyo
Kalijoyo is een bestuurslaag in het regentschap Pekalongan van de provincie Midden-Java, Indonesië. Kalijoyo telt 2160 inwoners (volkstelling 2010).